# Adjou Moh
Pour les articles homonymes, voir Moh.
 (mai 2025).
La mise en forme du texte ne suit pas les recommandations de Wikipédia : il faut le « wikifier ».
Les points d'amélioration suivants sont les cas les plus fréquents. Le détail des points à revoir est peut-être précisé sur la page de discussion.
- Les titres sont pré-formatés par le logiciel. Ils ne sont ni en capitales, ni en gras.
- Le texte ne doit pas être écrit en capitales (les noms de famille non plus), ni en gras, ni en italique, ni en « petit »…
- Le gras n'est utilisé que pour surligner le titre de l'article dans l'introduction, une seule fois.
- L'italique est rarement utilisé : mots en langue étrangère, titres d'œuvres, noms de bateaux, etc.
- Les citations ne sont pas en italique mais en corps de texte normal. Elles sont entourées par des guillemets français : « et ».
- Les listes à puces sont à éviter, des paragraphes rédigés étant largement préférés. Les tableaux sont à réserver à la présentation de données structurées (résultats, etc.).
- Les appels de note de bas de page (petits chiffres en exposant, introduits par l'outil «  Source ») sont à placer entre la fin de phrase et le point final[comme ça].
- Les liens internes (vers d'autres articles de Wikipédia) sont à choisir avec parcimonie. Créez des liens vers des articles approfondissant le sujet. Les termes génériques sans rapport avec le sujet sont à éviter, ainsi que les répétitions de liens vers un même terme.
- Les liens externes sont à placer uniquement dans une section « Liens externes », à la fin de l'article. Ces liens sont à choisir avec parcimonie suivant les règles définies. Si un lien sert de source à l'article, son insertion dans le texte est à faire par les notes de bas de page.
- La présentation des références doit suivre les conventions bibliographiques. Il est recommandé d'utiliser les modèles {{Ouvrage}}, {{Chapitre}}, {{Article}}, {{Lien web}} et/ou {{Bibliographie}}. Le mode d'édition visuel peut mettre en forme automatiquement les références.
- Insérer une infobox (cadre d'informations à droite) n'est pas obligatoire pour parachever la mise en page.

Pour une aide détaillée, merci de consulter Aide:Wikification.
Si vous pensez que ces points ont été résolus, vous pouvez retirer ce bandeau et améliorer la mise en forme d'un autre article.
Adjou Moh (ou Adjou Mouh) est une résistante berbère marocaine qui a participé à la bataille de Bougafer en 1933. Elle est décrite comme belle et jolie. Des poèmes ont été composés en son honneur et pour sa glorification par les poètes de sa tribu, hommes et femmes.

## Biographie
Adjou Moh Naït Khouya Ali appartient à la tribu des Ilmchan, l'une des branches des Aït Atta les plus farouchement opposées à la présence française. Elle est issue plus précisément du clan des Aït Maarir, dans le douar de Miqbi, situé dans la région du Saghro, est né entre 1894 et 1905.  Adjou Moh était la fille de Hamad Naït Khouya Ali et de Kheira. Elle est mariée très jeune à Lahcen Naït Bouh, un homme de la même tribu, conformément à la coutume des Aït Atta qui privilégiaient les unions internes afin de préserver la pureté de leur lignée,.
Adjo, qui était de petite taille, rejoint le champ de bataille à Boukafer alors mère de deux enfants, avec son mari et des centaines de membres de sa tribu. Elle y est tuée par les tirs de l'armée française le 28 février 1933.

## Bataille de Boukafer
Les femmes Aït Atta en général, et Adjou Moh en particulier, ont joué un rôle lors de la bataille de Bougafer. Elles préparaient les repas et apportaient de l’eau aux combattants, mettant leur vie en danger sous les tirs de l’artillerie française et les bombardements aléatoires de l’aviation, qui visaient même les points d’eau. Elles soutenaient également le moral des résistants par des youyous et des chants poétiques, utilisés comme une arme psychologique pour nourrir l’esprit de révolte, de défi et de refus de la reddition. À cela s’ajoutait le soin apporté aux blessés. La nuit, elles s’approchaient discrètement du bétail ayant survécu aux bombardements français pour l’abattre. Elles ouvraient ensuite leur ventre afin d’en extraire les entrailles, qu’elles faisaient rôtir pour nourrir leurs époux combattants.

Les femmes des Aït Atta prenaient également part à la distribution des munitions et contribuaient à faire rouler des blocs de pierre depuis les hauteurs, causant des pertes dans les rangs de l’armée française. Ces actions suscitèrent l’admiration des officiers supérieurs et des responsables militaires français, qui reconnurent le courage de ces femmes. Ils les décrivirent comme encore plus rigoureuses, résolues et déterminées à persévérer dans la résistance que les hommes eux-mêmes. La femme Attawi ne différait en rien de l’homme: elle se tenait à ses côtés dans les moments les plus critiques, lui apportant vivres et soutien, bravant les rafales de mitrailleuses pour atteindre les points d’eau, soignant les blessés, distribuant des munitions, et allant jusqu’à remplacer les combattants tombés pour poursuivre le combat.

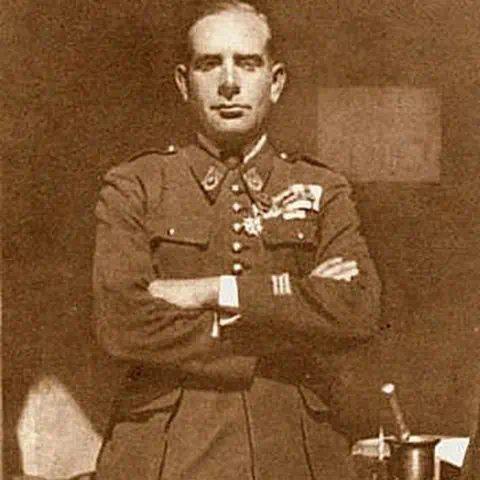
Henry Bournazel: L'Homme rouge

### Tournant
La mort du commandant Marcel Bournazel, surnommé « l’homme rouge »,  tué par un combattant des Aït Atta, constitua un tournant décisif dans le déroulement de la bataille de Bougafer en 1933. Elle eut également un impact profond sur Adjou Moh, figure féminine emblématique de la résistance. La nouvelle de la disparition de cet officier provoqua une onde de choc au sein du haut commandement français, qui y vit un revers symbolique et stratégique. En réaction, l’armée coloniale intensifia les frappes aériennes et les tirs d’artillerie de manière indiscriminée, visant notamment les zones d’approvisionnement et les points d’eau. Lors de l’un de ces bombardements, le mari d’Adjou Moh fut tué, son corps déchiqueté par un obus. Cet événement marqua un basculement dans l'engagement d’Adjou Moh, qui jusque-là assurait des tâches de soutien logistique, médical et moral aux combattants. Profondément affectée, elle prit les armes en s’emparant du fusil d’un résistant tombé au combat, et rejoignit directement les lignes de front. Son passage à l’action armée fit d’elle une figure marquante de la mobilisation féminine dans la résistance des Aït Atta, au même titre que les hommes.

### Tuez-la pour les Français
La célébrité d’Adjou Moh ne tient pas uniquement à son acte héroïque d’avoir saisi le fusil d’un combattant Attawi tombé après avoir assisté à la mort tragique de son mari, ni à son engagement sur le terrain aux côtés des résistants. Ce qui a véritablement marqué son histoire et sa renommée, c’est un incident précis où, d’un seul coup, elle réussit à tuer quarante recrues de l’armée française, un exploit qui fit d’elle une figure légendaire de la résistance et un symbole de la lutte contre l’occupation coloniale. Grâce à sa connaissance approfondie de la géographie et du relief de la région, Adjou Moh choisit un emplacement stratégique, fortifié, au cœur des sommets du mont Bougafer. Un matin, observant un groupe mixte de Goums et de soldats français s’engager dans un ravin en direction des résistants, elle leur fit signe de ne pas avancer, attendant que le dernier soldat ait grimpé avant de donner l’ordre d’agir. Dès qu’Adjou Moh comprit que plus de 200 soldats français s’approchaient, elle réagit rapidement en faisant rouler d’énormes pierres sur eux, écrasant les ennemis sans laisser de survivant.

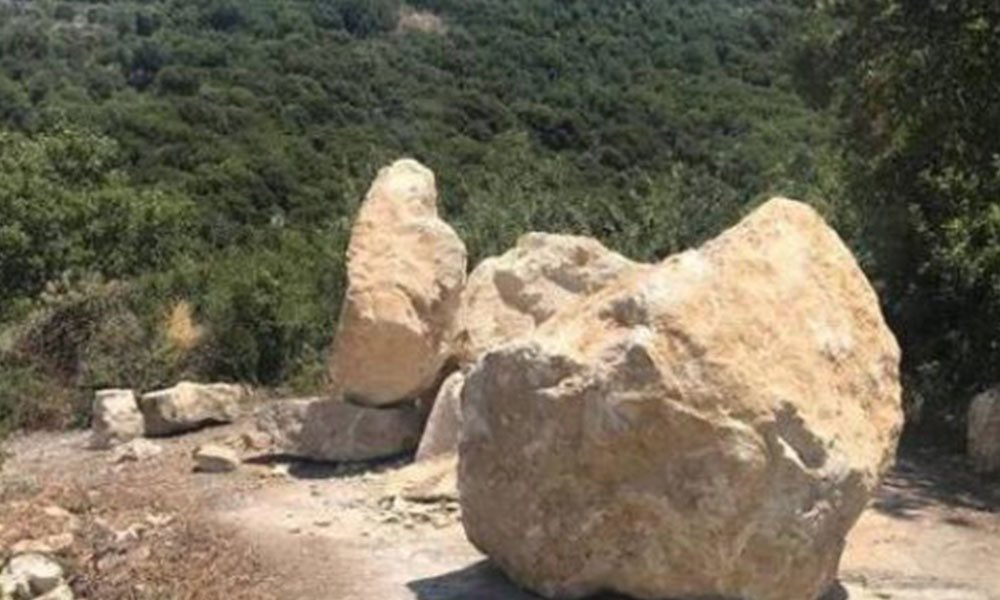
Les pieres utiliser par Adjo Moh.

Son plan de guerre était simple mais efficace consistant à faire rouler des pierres sur les soldats français, dans un environnement particulièrement hostile, témoigne d'une stratégie digne d'un ingénieur militaire. La plupart des récits oraux qui subsistent aujourd'hui lui attribuent l'invention et l’initiation de cette technique, ce qui lui valut le surnom de « Lionne de l'Atlas ». Ce plan stratégique a été évoqué par plusieurs hauts responsables français, tels que le général Huré, commandant des forces françaises durant cette bataille et auteur de La pacification du Maroc: dernière étape 1931-1934, ainsi que le médecin militaire français Jean Vial, qui relata cet incident dans son ouvrage Le Maroc héroïque. Henri de Bournazel, universitaire et auteur, qui visita le site de la bataille, mentionna également cette tactique. Tous reconnurent la redoutable efficacité de cette méthode, soulignant la terreur qu'elle semait dans leurs rangs. Jean Vial, notamment, fit référence à l’utilisation des pierres roulantes par les femmes de Bougafer. Celles-ci surveillaient les rassemblements des isolés, distribuaient des munitions, prenaient la place des combattants blessés et lançaient d’énormes pierres sur les assaillants, semant la mort dans la vallée.

### Mort

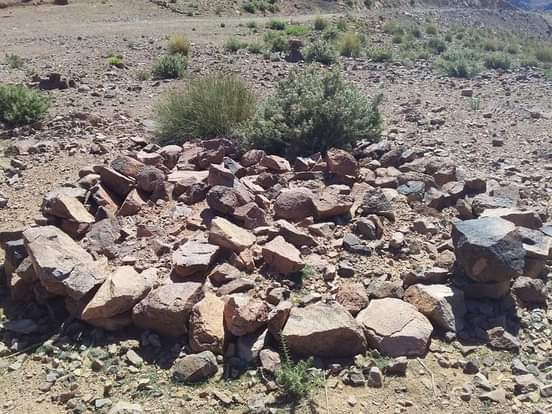
Fosse commune d'Akran à Boukafer

Adjou Moh meurt le 28 février 1933 à l'âge d'environ quarante ans, le même jour où Henri Bournazel, âgé de moins de 35 ans, est tué. Adjou Moh n'a pas de tombe connue. Lors de cette bataille, les combattants des Aït Atta n'eurent pas le temps d'enterrer leurs morts, dont le nombre se comptait par milliers: enfants, jeunes, vieillards, hommes et femmes. Ils furent enterrés collectivement dans des fosses, appelées localement « Agren » (pluriel: « Igrennan »). Jusqu'à récemment, les crânes des défunts étaient dispersés à travers les vallées et sommets de Bougafer, souvent accompagnés de restes de bombes, dont certaines mesuraient plus d'un mètre de long. Alors que de nombreuses rues, quartiers et institutions marocaines portent les noms d'officiers français responsables de milliers de morts, comme celui de l'officier Bournazel, les tombes des moudjahidines tués par Bournazel et ses hommes restent inconnues. Même l’homme qui aurait prononcé avant sa mort « J’ai débarrassé la montagne de l’homme rouge » demeure anonyme, et il est fort probable qu'il ait été tué avant de pouvoir en faire part à son voisin.

## Poèmes immortels d'Adjo Moh
Sans les dizaines de poèmes écrits à son sujet, Adjou Moh aurait sans doute été oubliée par les chercheurs en histoire de la région et du Maroc. Si elle n’avait pas été une femme aussi remarquable, elle n’aurait pas été célébrée dans les vers des poètes de sa tribu, qui composèrent des poèmes remplis de louanges, d’éloges et de reconnaissance après sa mort. Ainsi, compte tenu de la portée et de la valeur des poèmes qui lui ont été dédiés, ceux-ci peuvent être considérés comme aussi significatifs que les rapports retrouvés dans les archives des officiers français. La tentative de rédiger l'autobiographie de la résistante Adjou Moh à travers cette source n’est en soi pas une initiative nouvelle.
Il s'agit d'une traduction relative d'un poème écrit par un poète appelé Sidi Bada et Masoud en deuil d'Adjou, dans lequel il dit: Je raconterai ton histoire, ô Bataille de Bougafer
Je te raconterai tes histoires et tes chagrins pour que tu n'oublies pas
Je jure que nos joies et notre bonheur ont disparu
Nos rires ont été enterrés depuis qu'Adjou Moh a été martyrisé
Ô vous qui avez porté les armes et affronté et combattu la Légion étrangère
Avec tout le courage et la détermination qu'il est impossible de décrire
Tu étais le seul à pouvoir apaiser nos chagrins et nos tragédies.
En portant une arme parmi les garçons à Bougafer
Je te pleure aujourd'hui ainsi que les propriétaires des selles en laiton 
Quant au poète ahmad baso, il a composé un poème faisant l'éloge d'Adjo Moh.
A participé à la bataille de Bougafer
Des femmes extrêmement belles
Ils portaient des armes et des fusils.
Ils se déplaçaient comme des perles et du corail.
Je demande à Dieu de changer ton chemin.
Devenir des armes et des poignards
J'ai rassemblé deux mille béliers et chevaux.
Et je te le présente, ô résistance, Adjo Moh 
Dans un autre, il dit, en pleurant Adjo Mah:
Ô fils de Bougafer, où est Adjou Moh?
J'ai préféré le martyre plutôt que de me soumettre au colonisateur
Quelles que soient les circonstances, tu es le vainqueur, Adjou Moh
Ô vent, dis-moi, par Dieu, l'état d'Adjo Moh
Elle m'a répondu et m'a dit: Adjo Moh a été martyrisé
Je n’ai pas d’autre choix que de demander à Aubert et Polan.
Pour m'accorder un visa de transit pour aller à Boukafer enterrer Adjou Moh
Ceux qui ont accepté les négociations et la reddition ont été déçus, honteux et déshonorés.
Elle a également affligé ceux qui ont oublié ta résistance et ton martyre, ô Adjou Moah.
L'une de celles qui remplissaient le silence de nos maisons, nous l'avons enterrée
Nos femmes n’ont plus envie de se parer après leur martyre.
Ce poète, Yashou et Hamid, diffuse le message de cette résistance héroïque en disant:
Parmi des centaines, tu as été martyrisé, ô Adjou Moh
Que Dieu ait pitié de toi, Adjo Moh
Que Dieu ait pitié de toi, nous t'enterrerons, ma sœur
Ô protégés, vous avez quitté la nation du Prophète
Le Prophète continua son chemin avec les premiers 
Le poète Sidi Bada Masoud évoque le rôle déterminant d’Adjou Moh dans la bataille de Boukafer, soulignant qu’elle était l’autorité ultime en matière d’organisation du ravitaillement des résistants en nourriture. Il exprime, à travers ses vers, la grande perte occasionnée par son martyre:
Où est celui qui va m'ordonner de préparer le déjeuner?
Où est celui qui me demandera de faire du thé?
Où est celui qui m'apportait du miel pour le déjeuner?
Où vais-je me procurer le foie et les entrailles? 
Là où Adjou Moh et d’autres femmes résistantes se trouvaient, elles procédaient également à l'abattage du bétail, ouvrant son ventre pour en extraire le foie et les entrailles afin de nourrir les combattants.
Ces poèmes oraux locaux exprimaient la souffrance profonde des combattants de la résistance après le martyre d’Adjou Moh, reflétant leur douleur et leur deuil, Ces poèmes avaient la capacité de nous transmettre les nombreux détails nobles pour lesquels cette femme s'est sacrifiée.

## Adjou Moh et les oubliés de Bougafer

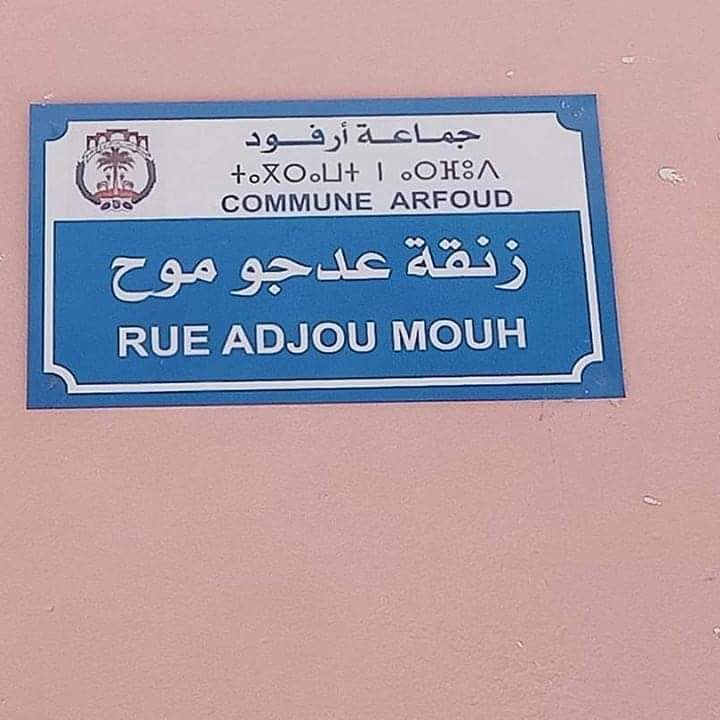
Ruelle Adjou Moh à Erfoud

Les combattants de Bougafer n'ont pas reçu beaucoup d'attention. Cette marginalisation se manifeste tant sur le plan matériel que moral. En effet, les régions adjacentes au site de la bataille n'ont pas bénéficié de leur droit au développement, les terres des résistants et des moudjahidines ayant été oubliées en termes de développement économique et social. La seule chose dont ces régions ont profité est l'implantation d'institutions pénitentiaires durant les années de plomb. En plus de cette négligence au niveau du développement, les noms des martyrs de cet événement historique demeurent dans l'ombre. Leur leader, Assou Oubasslam, n'est mentionné que dans une brève définition dans un manuel de sociologie de troisième année de collège, et la bataille de Bougafer elle-même n'y est consacrée que par une ligne. Quant à Adjou Moh, elle n'est mentionnée que par un court paragraphe dans les archives de la Direction des Anciens Résistants et Membres de l'Armée de Libération, qui précise: «… Adjou Moh, un modèle de courage et de bravoure, a combattu les Français lors de la bataille de Bougafer en 1933 avec son fusil-mitrailleur, abattant de nombreux soldats français. Avec son martyre, la résistance a subi une grande perte.» Face à cette marginalisation, de nombreuses voix, tant locales qu'extérieures, se sont élevées pour demander une reconnaissance des sacrifices de ces martyrs, afin de permettre à leurs régions de bénéficier d'un véritable développement. Elles réclament également que ceux qui sont encore en vie reçoivent, comme dans d'autres régions, une carte de combattant avec une pension assurant leur dignité. En outre, des appels se multiplient pour attribuer leurs noms aux rues, institutions et espaces publics, en reconnaissance de leurs sacrifices pour la patrie. Certains ont même demandé à la France de présenter des excuses aux habitants de ces régions pour les atrocités et les crimes de masse commis par son armée contre eux et leurs ancêtres.
Dans un geste pour restaurer la réputation d' Adjou Mouh et à travers elle celle des martyrs de la bataille de Boukafer, la municipalité d'Erfoud a baptisé l'une des ruelles de la ville en son honneur.

## Sources et références
1. 1 2 3 4  (ar) « عدجو موح .. قصة "لبؤة غاضبة" قتلت 40 فرنسيا في "بوكافر" » [archive du 14 نوفمبر 2021], Hespress - هسبريس جريدة إلكترونية مغربية,‎ 8 mars 2016 (consulté le 23 juin 2022)
2. ↑  القبطان جورج سبيلمان (2007)، "آيت عطا الصحراء وتهدئة آفْلاَّ نْ دْرَا" ترجمة وتعليق محمد بوكبوط (ط. الأولى)، المعهد الملكي للثقافة الأمازيغية، ص.113
3. ↑  للا صفية العمراني، الشهيدة عدجو موح "تلمشيت" من مقاومة الاستعمار إلى تنكر الوطن، مجلة، أمل - التاريخ -الثقافة –المجتمع، العدد 40-39، الدار البيضاء., 55 إلى 69
4. 1 2  (ar) ميمون أم العيد, أوراق بوكافر السرية, الأولى,‎ 2014, p. 182
5. ↑  القبطان جورج سبيلمان, "آيت عطا الصحراء وتهدئة آفْلاَّ نْ دْرَا" ترجمة وتعليق محمد بوكبوط, الأولى,‎ 2007, p. 34
6. ↑  عبد الله استيتيتو, التاريخ الاجتماعي والسياسي لقبائل آيت عطا الصحراء إلى نهاية القرن 19, الأولى,‎ 2011, p. 138
7. 1 2 3 4 5  للا صفية العمراني، الشهيدة عدجو موح "تلمشيت" من مقاومة الاستعمار إلى تنكر الوطن، مجلة، أمل - التاريخ -الثقافة –المجتمع، العدد 40-39، الدار البيضاء., 55 إلى 69
تصنيف:أخطاء الاستشهاد: اسم مفقود
8. ↑  « معركة بوكافر » [archive du 27 أغسطس 2017], web.archive.org,‎ 27 août 2017 (consulté le 24 juin 2022)
9. ↑  للا صفية العمراني، الشهيدة عدجو موح "تلمشيت" من مقاومة الاستعمار إلى تنكر الوطن، مجلة، أمل - التاريخ -الثقافة –المجتمع، ص 68، العدد 40-39، الدار البيضاء.
10. 1 2  هيسبريس تمودا، العدد 35، الجزء 2،,‎ 1997, 73، 93
11. ↑  ألبير عياش, المغرب والاستعمار حصيلة السيطرة الفرنسية, الأولى,‎ أبريل 1985, p. 328
12. 1 2  (ar) « بورنازيل .. الرجل الأحمر الذي رصد الخطابي مكافاة مُقابل رأسه » [archive du 24 يونيو 2022], Hespress - هسبريس جريدة إلكترونية مغربية,‎ 23 février 2014 (consulté le 24 juin 2022)
13. ↑  أحمد الإدريسي, تودغة تاريخ وأعلام, الأولى,‎ 2018, p. 83
14. 1 2  ميمون أم العيد,    أوراق بوكافر السرية, الأولى,‎ 2014, p. 184
15. ↑  Héspris Tamuda fasicule 2, 1997, p88، Université Mohamed V FACULTE DES LETTRES ET DES SCIENCES HUMAINES RABAT
16. 1 2 3 4  للا صفية العمراني، الشهيدة عدجو موح "تلمشيت" من مقاومة الاستعمار إلى تنكر الوطن، مجلة، أمل - التاريخ -الثقافة –المجتمع، العدد 40-39، الدار البيضاء., 55 إلى 69
تصنيف:أخطاء الاستشهاد: اسم مفقود
17. ↑  (ar) المركز العربي للأبحاث ودراسة, التاريخ الشفوي (المجلد الثالث): مقاربات في الحقل السياسي العربي (فلسطين والحركات الاجتماعية), المركز العربي للأبحاث ودراسة السياسات,‎ 1er janvier 2015 (ISBN 978-614-445-047-5, lire en ligne)
18. 1 2  (ar) قاسم, « المقاومة النسائية في المغرب من خلال الأشعار الشفوية », قضايا تاريخية, vol. 2, no 4,‎ 1er décembre 2017, p. 72–92 (ISSN 2602-6031, lire en ligne [archive du 27 يونيو 2022])
19. ↑  مجلة قضايا تاريخية العدد 8، 2017، ص 82 و87, مخبر الدراسات التاريخية المعاصرة بالمدرسة العليا للأساتذة بوزريعة، الجزائر
20. ↑  (en) مكتبة نور, « noor library the largest arab electronic library open for books », sur www.noor-book.com (consulté le 11 mai 2025)
21. ↑  منار الاجتماعيات السنة الثالثة من التعليم الثانوي الإعدادي, TOP EDITION,‎ 2015, 59 p.
22. ↑  « متى تعتذر فرنسا لقبائل أيت عطا؟ », sur web.archive.org,‎ 27 juin 2022 (consulté le 11 mai 2025)